# Felipe Tam Fox
Felipe Javier Tam Fox (1944 - 6 de octubre de 2011), fue un administrador con especialización en banca y finanzas, contador, funcionario peruano y Presidente de la Superintendencia de Banca y Seguros (SBS) entre marzo de 2007 a marzo de 2011.

## Biografía
En mérito de sus cualidades profesionales y morales, Tam llegó a la presidencia del SBS (de la que ya había sido funcionario entre 1975 a 1981), designado por el Poder Ejecutivo y ractificado por el Congreso el 21 de marzo de 2007 (diecinueve votos a favor, una abstención y cero en contra). Su gestión destacó por el buen manejo del organismo que tuvo durante el marco de la crisis financiera de 2008. 
Asimismo, fue Vicepresidente de la Asociación de Supervisores Bancarios de las Américas (ASBA), entre el 14 de noviembre de 2009 al 19 de noviembre de 2010; Presidente del Grupo de Acción Financiera de Sudamérica (GAFISUD), entre  diciembre de 2009 y diciembre de 2010; Presidente del Directorio de la Asociación de Supervisores de Seguros de América Latina (ASAL), entre 2009 al 2011; y Presidente de la Asociación de Supervisores Bancarios de las Américas (ASBA, 2010 al 2011), desde 2010 a 2011.
También fue elegido como miembro directivo de la Alianza para la Inclusión Financiera (AFI) en octubre de 2010, y representante de la Región Andina en el Consejo Directivo de la Asociación de Supervisores Bancarios de América (ASBA) en el 2008
No obstante, debido a problemas de salud, Tam dejó el cargo en marzo de 2011 y falleció en octubre de ese mismo año por complicaciones cardíacas, a los 67 años de edad. Fue reemplazado temporalmente por el superintendente adjunto de asesoría jurídica, Sergio Espinosa Chiroque, hasta el nombramiento del economista Daniel Schydlowsky, publicado el 6 de agosto de 2012
En sus últimos años representó al Perú en diversos eventos y foros internacionales, en temas financieros, organizados por el Banco Mundial (BM), el Banco Interamericano de Desarrollo (BID) y la Corporación Andina de Fomento (CAF).